# عبدالرحیم
عبدالرحیم، روستایی از توابع بخش شرا شهرستان همدان در استان همدان ایران است.
کانال رسمی جهت کسب اطلاعات بیشتر در ایتا @عبدالرحیم گرام
AbdoulrahimGram@

## جمعیت
این روستا در دهستان شوردشت قرار دارد و براساس سرشماری مرکز آمار ایران در سال ۱۳۹۵، جمعیت آن ۱۷۳۸ نفر (۵۳۶خانوار) بوده‌است.